# The Greatest (singel Michelle Williams)
The Greatest – ballada popowa stworzona przez Rica Love i Jamesa Scheffera na trzeci album studyjny Michelle Williams, Unexpected (2008). Wyprodukowany przez Jima Jonsina, utwór wydany został jako drugi singel promujący album 9 września 2008 w Stanach Zjednoczonych jedynie w systemie digital download.

## Informacje o singlu
Początkowo drugim singlem prezentującym album miała być kompozycja „Stop This Car”, jednak plany te wycofano na rzecz ballady „The Greatest”. Premiera radiowa utworu miała miejsce dnia 25 sierpnia 2008, natomiast oficjalnie w sprzedaży singel pojawił się dnia 9 września 2008 jedynie w systemie digital download. Piosenka nie zyskała kampanii promocyjnej poza ojczystym krajem wokalistki, przez co utwór nie zdobył popularności.
Singel nie znalazł się na ważniejszych amerykańskich notowaniach najczęściej sprzedawanych singli, debiutując na liście przebojów Billboard Hot Dance Club Play i osiągając na niej pierwsze miejsce. W sumie utwór spędził na notowaniu szesnaście tygodni stając się popularniejszym singlem w Stanach Zjednoczonych niż pierwsza kompozycja ukazująca album, która zajęła jako najwyższe 4. miejsce w tym samym zestawieniu.

## Teledysk
Teledysk do singla nagrywany był dnia 22 września 2008 w Los Angeles, w Kalifornii i reżyserowany przez Thomasa Klossa. Miesiąc później, 20 października 2008 klip miał oficjalną premierę za pośrednictwem witryny internetowej Yahoo! Music. Videoclip utrzymany jest w stonowanych barwach oraz charakteryzuje się melancholią. Williams ubrana w czarną sukienkę siedząc na łóżku śpiewa balladę, gdy podczas trwania klipu ukazane są ujęcia prezentujące kilku mężczyzn – sportowców oraz strażaka. W finalnych ujęciach teledysku ujrzeć można arytstkę siedzącą na schodach oraz przechadzjącą się przy basenie.

## Listy utworów i formaty singla
Amerykański remix EP
1. „The Greatest” (Wersja albumowa) – 3:32
2. „The Greatest” (Jason Nevis wersja radiowa) – 4:09
3. „The Greatest” (Jason Nevins Extended Club Remix) – 7:03
4. „The Greatest” (Maurice Joshua Nu Soul Remix) – 7:04
5. „The Greatest” (D Roc Mainstream Mixshow Club Remix) – 6:14
6. „The Greatest” (D Roc Mainstream Mixshow Radio Remix) – 3:50
7. „The Greatest” (Mr. Mig Radio Remix) – 4:19
8. „The Greatest” (Mr. Mig Radio Extended Remix) – 7:16
9. „The Greatest” (Maurice’s Nu Soul Radio Remix) – 4:39
10. „The Greatest” (Maurice’s Nu Soul Main Remix) – 7:09

Międzynarodowy remix EP
1. „The Greatest” (Redtop Remix – wersja klubowa) – 6:47
2. „The Greatest” (Mark Picchiotti Remix – wersja klubowa) – 7:50
3. „The Greatest” (Craig C. & Niques Master Remix – wersja klubowa) – 7:30
4. „The Greatest” (Zigmund Slezak Remix – wersja klubowa) – 7:09
5. „The Greatest” (Dan McKie Remix – wersja klubowa) – 7:30
6. „The Greatest” (Catalyst Remix – wersja główna) – 3:55
7. „The Greatest” (Jason Nevins Remix – Extended Club Mix) – 7:00
8. „The Greatest” (Maurice’s Nu Soul Remix – wersja główna) – 7:00
9. „The Greatest” (Mr. Mig & D. Roc Mainstream Mixshow Edit – Extended Club Mix) – 6:12
10. „The Greatest” (Mr. Mig Extended Club Mix) – 7:16

## Pozycje na listach
| Lista przebojów (2008)            | Najwyższa pozycja |
| --------------------------------- | ----------------- |
| USA Billboard Hot Dance Club Play | 1                 |